# Tílissos
Tílissos, Pírgos Tílissos, Pyrgos Tylisos ou Tylissos (em grego: Τύλισος) é uma localidade e antigo município da unidade regional de  Heraclião em Creta, na Grécia. Desde a reforma administrativa de 2011 integra o município de Malevizi, do qual é uma unidade municipal. Em 2001 tinha 3 941 habitantes. No passado foi um antigo santuário de pico minoico e uma cidade minoica.

## História
As primeiras evidências habitacionais em Tílissos remontam a cerca de 2 000 a.C., embora tenham sido encontrados artefatos datáveis de períodos mais antigos. O sítio teve dois períodos de grande florescimento: entre 1 650 - 1 450 a.C. (período neopalaciano) e entre 1 450 e 1 200 a.C. (período micênico). Após a era minoica Tílissos foi habitada sem interrupção. Historiadores romanos como Plínio, o Velho (23–79 d.C.) e Solino (século III ou IV) chamaram à cidade Gilisos e referiram-se a ela como uma das mais importantes cidades da ilha. Durante a antiguidade Tílissos é mencionada em vários escritos do período, sendo a mais antiga menção de 450 a.C. É geralmente descrita como uma cidade autônoma que, entre os séculos I e IV d.C. foi dominada por cidades vizinhas maiores, como Cnossos. Na cidade eram cultuados deuses como Hera, Apolo e Atena.
Durante o período veneziano a cidade foi chamada Telese e mencionada como parte da província de Malevizi. É mencionada nas disposições que o Providatore General Jacomo Foscarini emitiu (após 1550) em uma tentativa de reestruturar e modernizar o antigo sistema feudal. Durante a ocupação otomana, a aldeia foi mencionada como Tiliso. Em arquivos oficiais turcos estão contidos muitos casos de habitantes de Tílissos, assim como alguns relatos de islamizações e uma autorização concedida para a renovação da igreja de Agios Nicholas. Durante a luta pela libertação grega em 1822 Hasan Paxá acampou nas proximidades de Tílissos. Em 1867, no contexto da revolta de Creta de 1866-1869, a batalha de Tílissos foi ali travada.

## Arqueologia
Tílissos foi escavada em 1909-1913 por Joseph Hadzidaki, em 1953-1955 por Nicolaos Platon e em 1971 por A. Kanta. A cidade permaneceu ocupada do Minoano Antigo II ao Minoano Recente IIIA e o santuário de pico, escavado em 1963 por Alexiou permaneceu em uso até o Minoano Recente IA. Estruturas incluem casas, uma cisterna e um aqueduto com tubos de barro. As escavações têm descoberto pitos com inscrições em Linear A, chifres de pedra e estatuário de argila de pessoas e animais.
A "Casa A" é a maior mansão de Tílissos e está localizada na parte leste do sítio. Está dividida em duas partes: a porção norte era a área de armazenamento onde estão dois armazéns, enquanto que a parte sul era a área residencial, onde certo número de quartos dispostos em torno de um salão foram encontrados; foi identificada uma bacia lustral. No centro dos alojamentos estão presentes poços de luz. Foram encontrados vasos, jarros, uma estátua de bronze, pesos de tear, caldeirões de bronze, vedações de barro e dois tabletes de Linear A. Outros dois edifícios importantes do assentamento são as mansões batizadas "Casa B" e "Casa C". A "Casa B" parece ter funcionado principalmente para armazenamento enquanto a "Casa C" parece ter funcionado como um santuário; na Casa C foram encontrados pitos contendo inscrições em Linear A.